# Puchar Świata kobiet w kombinacji norweskiej 2024/2025
Puchar Świata kobiet w kombinacji norweskiej 2024/2025 rozpoczął się 6 grudnia 2024 w norweskim Lillehammer, a ostatnie zawody z tego cyklu zostały rozegrane 16 marca 2025 w norweskim Oslo. Kraje, w których odbyły się konkursy PŚ to Norwegia, Austria, Niemcy oraz Estonia.
Obrończynią tytułu była Norweżka Ida Marie Hagen, a w Pucharze Narodów reprezentacja Norwegii. W tym sezonie najlepsza okazała się Niemka Nathalie Armbruster, a w Pucharze Narodów najlepsza okazała się reprezentacja Niemiec.

## Kalendarz i wyniki
| Lp.                                                                                      | Data                                                                          | Miejscowość                                                                   | Skocznia                                                                      | Konkurencja                                                                   | 1. miejsce           | 2. miejsce           | 3. miejsce           |
| ---------------------------------------------------------------------------------------- | ----------------------------------------------------------------------------- | ----------------------------------------------------------------------------- | ----------------------------------------------------------------------------- | ----------------------------------------------------------------------------- | -------------------- | -------------------- | -------------------- |
| 1.                                                                                       | 6 grudnia 2024                                                                | Lillehammer                                                                   | Lysgårdsbakken                                                                | HS98/5 km                                                                     | Ida Marie Hagen      | Gyda Westvold Hansen | Lisa Hirner          |
| 2.                                                                                       | 7 grudnia 2024                                                                | Lillehammer                                                                   | Lysgårdsbakken                                                                | HS98/5 km                                                                     | Ida Marie Hagen      | Nathalie Armbruster  | Gyda Westvold Hansen |
| 3.                                                                                       | 20 grudnia 2024                                                               | Ramsau                                                                        | Mattensprunganlage                                                            | HS98/5 km                                                                     | Ida Marie Hagen      | Haruka Kasai         | Minja Korhonen       |
| 4.                                                                                       | 21 grudnia 2024                                                               | Ramsau                                                                        | Mattensprunganlage                                                            | HS98/5 km                                                                     | Ida Marie Hagen      | Nathalie Armbruster  | Gyda Westvold Hansen |
| 5.                                                                                       | 18 stycznia 2025                                                              | Schonach                                                                      | Langenwaldschanze                                                             | HS100/4 km                                                                    | Ida Marie Hagen      | Nathalie Armbruster  | Haruka Kasai         |
| 6.                                                                                       | 19 stycznia 2025                                                              | Schonach                                                                      | Langenwaldschanze                                                             | HS100/6 km                                                                    | Ida Marie Hagen      | Gyda Westvold Hansen | Marte Leinan Lund    |
| 7.                                                                                       | 31 stycznia 2025                                                              | Seefeld                                                                       | Toni-Seelos-Olympiaschanze                                                    | HS109/5 km                                                                    | Ida Marie Hagen      | Gyda Westvold Hansen | Nathalie Armbruster  |
| 8.                                                                                       | 1 lutego 2025                                                                 | Seefeld                                                                       | Toni-Seelos-Olympiaschanze                                                    | HS109/5 km                                                                    | Nathalie Armbruster  | Gyda Westvold Hansen | Haruka Kasai         |
| 9.                                                                                       | 2 lutego 2025                                                                 | Seefeld                                                                       | Toni-Seelos-Olympiaschanze                                                    | HS109/7,5 km                                                                  | Nathalie Armbruster  | Gyda Westvold Hansen | Haruka Kasai         |
|                                                                                          | Nordic Combined Triple – klasyfikacja końcowa                                 | Nordic Combined Triple – klasyfikacja końcowa                                 | Nordic Combined Triple – klasyfikacja końcowa                                 | Nordic Combined Triple – klasyfikacja końcowa                                 | Nathalie Armbruster  | Gyda Westvold Hansen | Haruka Kasai         |
| 10.                                                                                      | 7 lutego 2025                                                                 | Otepää                                                                        | Tehvandi                                                                      | HS97/5 km                                                                     | Yuna Kasai           | Haruka Kasai         | Jenny Nowak          |
| 11.                                                                                      | 8 lutego 2025                                                                 | Otepää                                                                        | Tehvandi                                                                      | HS97/5 km                                                                     | Ida Marie Hagen      | Haruka Kasai         | Nathalie Armbruster  |
| 12.                                                                                      | 9 lutego 2025                                                                 | Otepää                                                                        | Tehvandi                                                                      | HS97/5 km                                                                     | Nathalie Armbruster  | Ida Marie Hagen      | Haruka Kasai         |
| Mistrzostwa Świata w Narciarstwie Klasycznym 2025 w Trondheim (27 lutego – 8 marca 2025) |                                                                               |                                                                               |                                                                               |                                                                               |                      |                      |                      |
| 13.                                                                                      | 15 marca 2025                                                                 | Oslo                                                                          | Holmenkollbakken                                                              | HS134/5 km                                                                    | Gyda Westvold Hansen | Lisa Hirner          | Ida Marie Hagen      |
| 14.                                                                                      | 16 marca 2025                                                                 | Oslo                                                                          | Holmenkollbakken                                                              | HS134/5 km                                                                    | Gyda Westvold Hansen | Ida Marie Hagen      | Haruka Kasai         |
| Puchar Świata kobiet w kombinacji norweskiej 2024/2025 – klasyfikacja końcowa            | Puchar Świata kobiet w kombinacji norweskiej 2024/2025 – klasyfikacja końcowa | Puchar Świata kobiet w kombinacji norweskiej 2024/2025 – klasyfikacja końcowa | Puchar Świata kobiet w kombinacji norweskiej 2024/2025 – klasyfikacja końcowa | Puchar Świata kobiet w kombinacji norweskiej 2024/2025 – klasyfikacja końcowa | Nathalie Armbruster  | Ida Marie Hagen      | Haruka Kasai         |

## Wyniki reprezentantów Polski
| Zawodnik | Lillehammer 06.12 | Lillehammer 07.12 | Ramsau am Dachstein 20.12 | Ramsau am Dachstein 21.12 | Schonach 18.01 | Schonach 19.01 | Seefeld 31.01 | Seefeld 01.02 | Seefeld 02.02 | Otepää 07.02 | Otepää 08.02 | Otepää 09.02 | Oslo 15.03 | Oslo 16.03 |
| Joanna Kil | 23                | 19                | 17                        | 14                        | dns2           | dns1           | 25            | 19            | 17            | 17           | 17           | 14           | 22         | 13         |
| 1-3 4-40 poniżej 40 q – Zawodnik nie zakwalifikował się do konkursu głównego. dns1 – Zawodnik nie wystąpił w konkursie głównym. dns2 – Zawodnik nie pojawił się na starcie biegu/skoku. dsq – Zawodnik został zdyskwalifikowany w konkursie głównym. dnf – Zawodnik nie ukończył biegu. – – Zawodnik nie został zgłoszony do konkursu. |                   |                   |                           |                           |                |                |               |               |               |              |              |              |            |            |
| 1 Dyskwalifikacja w rundzie prowizorycznej/kwalifikacjach z powodu niezgodnego/-ych z regulaminem sprzętu/stroju/butów. 2 Dyskwalifikacja z powodu niezgodnego/-ych z regulaminem sprzętu/stroju/butów. 3 Dyskwalifikacja z powodu za wczesnego wybiegnięcia na start podczas biegu. 4 Zawodnik zgłoszony nie wystartował w kwalifikacjach. 5 Zawodnik nie zakwalifikował się do części konkursu rozgrywanego na skoczni (nie zmieścił się w czołowej 50., dotyczy startu masowego). |                   |                   |                           |                           |                |                |               |               |               |              |              |              |            |            |

## Klasyfikacje
| Lp. | Zawodnik             | Punkty |
| --- | -------------------- | ------ |
| 1.  | Nathalie Armbruster  | 1130   |
| 2.  | Ida Marie Hagen      | 1042   |
| 3.  | Haruka Kasai         | 1029   |
| 4.  | Yuna Kasai           | 854    |
| 5.  | Gyda Westvold Hansen | 842    |
| 6.  | Léna Brocard         | 656    |
| 7.  | Minja Korhonen       | 652    |
| 8.  | Jenny Nowak          | 609    |
| 9.  | Alexa Brabec         | 559    |
| 10. | Maria Gerboth        | 552    |
| 11. | Marte Leinan Lund    | 524    |
| 12. | Claudia Purker       | 518    |
| 13. | Ema Volavšek         | 486    |
| 14. | Cindy Haasch         | 403    |
| 15. | Annika Malacinski    | 397    |
| 16. | Lisa Hirner          | 383    |
| 17. | Annalena Slamik      | 344    |
| 18. | Joanna Kil           | 325    |
| 19. | Yuzuki Kainuma       | 298    |
| 20. | Heta Hirvonen        | 280    |
| 21. | Sana Azegami         | 277    |
| 22. | Ronja Loh            | 227    |
| 23. | Hanna Midtsundstad   | 224    |
| 24. | Mille Marie Hagen    | 211    |
| 25. | Daniela Dejori       | 173    |
| 26. | Veronica Gianmoena   | 172    |
| 27. | Tereza Koldovská     | 164    |
| 28. | Svenja Würth         | 163    |
| 29. | Katharina Gruber     | 137    |
| 30. | Teja Pavec           | 114    |
| 31. | Trine Göpfert        | 112    |
| 32. | Anna-Sophia Gredler  | 109    |
| 33. | Greta Pinzani        | 101    |
| 34. | Ingrid Låte          | 93     |
| 35. | Petra Torvinen       | 83     |
| 36. | Nora Helene Evans    | 83     |
| 37. | Marion Droz Vincent  | 66     |
| 38. | Tia Malovrh          | 56     |
| 39. | Sophia Maurus        | 52     |
| 40. | Silva Verbič         | 47     |
| 41. | Laura Pletz          | 42     |
| 42. | Anne Häckel          | 31     |
| 43. | Anna Senoner         | 18     |
| 44. | Romane Baud          | 17     |
| 45. | Anna Kerko           | 16     |
| 46. | Jolana Hradilová     | 14     |

| Lp. | Zawodnik             | Punkty |
| --- | -------------------- | ------ |
| 1.  | Ida Marie Hagen      | 1190   |
| 2.  | Nathalie Armbruster  | 1130   |
| 3.  | Marte Leinan Lund    | 840    |
| 4.  | Haruka Kasai         | 825    |
| 5.  | Gyda Westvold Hansen | 808    |
| 6.  | Minja Korhonen       | 705    |
| 7.  | Ema Volavšek         | 683    |
| 8.  | Léna Brocard         | 667    |
| 9.  | Alexa Brabec         | 660    |
| 10. | Yuna Kasai           | 611    |
| ... |                      |        |
| 14. | Joanna Kil           | 462    |

| Lp. | Zawodnik            | Punkty |
| --- | ------------------- | ------ |
| 1.  | Maria Gerboth       | 985    |
| 2.  | Haruka Kasai        | 902    |
| 3.  | Yuna Kasai          | 901    |
| 4.  | Nathalie Armbruster | 796    |
| 5.  | Annalena Slamik     | 747    |
| 6.  | Ida Marie Hagen     | 702    |
| 7.  | Claudia Purker      | 691    |
| 8.  | Jenny Nowak         | 682    |
| 9.  | Léna Brocard        | 589    |
| 10. | Ingrid Låte         | 580    |
| ... |                     |        |
| 24. | Joanna Kil          | 250    |

| Lp. | Zawodnik             | Punkty |
| --- | -------------------- | ------ |
| 1.  | Nathalie Armbruster  | 520    |
| 2.  | Ida Marie Hagen      | 480    |
| 3.  | Gyda Westvold Hansen | 440    |
| 4.  | Haruka Kasai         | 415    |
| 5.  | Yuna Kasai           | 330    |
| 6.  | Marte Leinan Lund    | 285    |
| 7.  | Léna Brocard         | 275    |
| 8.  | Alexa Brabec         | 242    |
| 9.  | Ema Volavšek         | 240    |
| 10. | Minja Korhonen       | 230    |
| ... |                      |        |
| 18. | Joanna Kil           | 152    |

| Lp. | Zawodnik            | Punkty |
| --- | ------------------- | ------ |
| 1.  | Haruka Kasai        | 235    |
| 2.  | Ida Marie Hagen     | 232    |
| 3.  | Yuna Kasai          | 230    |
| 4.  | Nathalie Armbruster | 220    |
| 5.  | Jenny Nowak         | 171    |
| 6.  | Léna Brocard        | 164    |
| 7.  | Minja Korhonen      | 142    |
| 8.  | Maria Gerboth       | 133    |
| 9.  | Cindy Haasch        | 129    |
| 10. | Ema Volavšek        | 128    |
| ... |                     |        |
| 18. | Joanna Kil          | 72     |

| Lp. | Reprezentacja     | Punkty |
| --- | ----------------- | ------ |
| 1.  | Niemcy            | 3279   |
| 2.  | Norwegia          | 3019   |
| 3.  | Japonia           | 2458   |
| 4.  | Austria           | 1533   |
| 5.  | Finlandia         | 1031   |
| 6.  | Stany Zjednoczone | 956    |
| 7.  | Francja           | 739    |
| 8.  | Słowenia          | 703    |
| 9.  | Włochy            | 464    |
| 10. | Polska            | 325    |
| 11. | Czechy            | 178    |